# Robert Mehlhart
Robert Mehlhart OP (* 25. April 1982 in Trostberg (Chiemgau)) ist ein deutscher Kirchenmusiker, Musikwissenschaftler und römisch-katholischer Ordenspriester  im Dominikanerorden. Seit 2012 ist er Chordirektor der Vokalkapelle der Theatinerkirche in München. Seit 2018 ist er Vizepräsident des Allgemeinen Cäcilienverbandes und lehrt an der Hochschule für Musik und Theater München.

## Leben
Robert Mehlhart erhielt seine Grundausbildung bei den Regensburger Domspatzen. Im Jahr 2000 wurde er Stipendiat der Internationalen Richard Wagner Stiftung. Nach seinem Eintritt in den Dominikanerorden studierte er in Wien und Oxford Theologie, Kirchenmusik und Musikwissenschaft.
An der Wiener Dominikanerkirche gründete er den Wiener Studierendenchor und die Kammermusikreihe Wiener Kreuzgangkonzerte.
Nach Abschluss der Promotion zum Thema Gregorianik und künstlerischen Studien an der Universität für Musik und Darstellende Kunst Wien übernahm er 2012 die Leitung der Kirchenmusik an der Theatinerkirche in München und ihrer verschiedenen Ensembles.
Mehlhart leitete die Uraufführung der Missa Magister Bone des britischen Komponisten Alexander Campkin sowie mehrere deutsche Erstaufführungen (u. a. von Vladimir Martynov, James MacMillan). Ein Lehrauftrag an der Hochschule für Musik und Theater München sowie öffentliche Workshops im Bereich Gregorianik ergänzen sein künstlerisches Wirken.
2023 wurde Mehlhart zum Direktor des Päpstlichen Instituts für Kirchenmusik ernannt.

## Kompositionen
- Vigil für Soli, Ensemble, Gemeinde und Orgel (UA 2013 St. Ursula Wien)
- Drei Arrangements für Chor a cappella in der Adventszeit (UA 2015 Theatinerkirche München)
- Missa O Lumen für Chor a cappella (UA 2016 Theatinerkirche München)
- Justus ut palma florebit (UA 2017 Hofkapelle der Residenz München)
- Turba-Chöre für die Johannespassion (UA 2018 Theatinerkirche München)
- "Show that you'll be there" (Wedding-Song I, UA 2018 Clärchens Ballhaus Berlin)
- De Sancto Georgio, Motette für vier gleiche Stimmen (UA 2019 Hofkapelle der Residenz München)
- Missa brevis in tempore coronae für Sopransolo und Orgel (2021)

## Veröffentlichungen
- "Die Zehn Gebote der Zoom-Chorprobe". In: Musica sacra. Zeitschrift für katholische Kirchenmusik. 140.3 (2020), S. 136–137.
- Stichwort Gregorianischer Choral (Wort und Antwort, 53. Jahrgang, Heft 1, 2012)
- CD „G. P. Palestrina Papae Marcelli“ (Livemitschnitt 2015)
- „Gebete statt Blumen“ (Münchner Kirchenzeitung, 23. Oktober 2016 Nr. 43)
- „Heilige Musik“ (Pfarrblatt St. Stephan Wien, Weihnachten 2016, 71. Jahrgang Nr. 3)
- „Für Auge und Ohr“ (Rezension im Bibliotheks Magazin Mitteilungen aus den Staatsbibliotheken in Berlin und München 3/2016, S. 17–22)
- „Beyond the O Lumen – notes on St. Dominic’s antiphon“ (CLIOP, Zeitschrift der Internationalen Liturgischen Kommission des Dominikanerordens Rom, Nr. 14 – 2017)
- CD Claudio Monteverdi Selva Morale e Spirituale (Magnificat Secondo, Messa A 4 Da Capella)
- CD Advent und Weihnachten: Lieder und Tänze. (Michael Praetorius, Terpsichore (1612), 2019)